# 池田伸子
池田 伸子（いけだ のぶこ、1986年 - ）は、NHKのアナウンサー。

## 人物・来歴
新潟県十日町市出身。新潟県立国際情報高等学校、お茶の水女子大学生活科学部卒業後、2009年に入局。初勤務地は熊本放送局。
2011年3月の東北地方太平洋沖地震発生後、盛岡放送局に応援で派遣され、災害情報を中心にローカルニュースを担当した。
2012年度から名古屋放送局へ異動。
2016年4月から東京アナウンス室に異動し、桑子真帆の後任で『NHKニュース7』のサブキャスターおよび『首都圏ニュース845』キャスターに就任。同年の熊本地震発生後には、熊本局に応援で派遣された。
2019年4月から、『NHKニュース7』に土日・祝日のサブキャスターとして復帰。
2024年4月から、平日の大型報道番組『午後LIVE ニュースーン』メインキャスターを担当する。

## 嗜好・挿話
- 初任地の熊本放送局では、契約キャスターだった大倉美智子が地上デジタル放送推進大使を務めていたが、池田の入局前に同局の契約記者へ転身。このため、着任直後から、空席となっていた熊本局地デジ大使に指名され、同年7月24日には、他の大使たちと同様にアナログ放送終了2年前のPR活動を行った[5]。
- 特技は日本舞踊[3]。2005年には「2006新潟県きものの女王」3人のうちの1人に選ばれ、新潟県知事（当時）の泉田裕彦と面会している[6]。
- 高校時代、陸上競技短距離走の経験がある。大学でも陸上部に所属していた。熊本局時代には、2012年2月19日に開催されたフルマラソン「政令指定都市移行記念 第1回熊本城マラソン2012」に出場している[3]。

## 現在の担当番組
- 午後LIVE ニュースーン（2024年4月1日[4] - ） - キャスター
- にっぽん百低山（2022年4月 - ） - ナレーター

## 過去の担当番組

### 熊本放送局時代（2009年度 - 2011年度）
- 土曜スタジオパーク（2009年5月23日） - 新人お披露目
- クマロク!「ロアッソ&スポーツ」

### 名古屋放送局時代（2012年度 - 2015年度）
- NHKニュース&ロンドンオリンピック（2012年8月5日 - 12日）
- NHKニュースおはよう日本（5:00 - 6:30）
  - （2012年9月24日 - 28日・2013年8月5日 - 9日） - 上條倫子の夏休みに伴う代理キャスター
  - （2013年9月24日 - 27日） - 鈴木奈穂子の夏休みに伴い、上條倫子が6:30 - 8:00枠の代理を務めたことによる代理キャスター
  - （2014年8月24日 - 29日） - 鈴木奈穂子の夏休みに伴い、寺門亜衣子が6:30 - 8:00枠の代理を務めたことによる代理キャスター
  - （2015年8月10日 - 14日） - 合原明子の夏休みに伴う代理キャスター
- Good Job!会社の星（2012年4月 - 2014年3月）
- ひるブラ「旬の味！タコの島〜愛知県南知多町 日間賀島（ひまかじま）〜」（2013年7月1日）
- Uta-Tube（2012年4月 - 2016年3月）
- 超絶 凄ワザ![7]（2014年4月 - 2017年3月）
  - 2016年4月に東京に異動してからも継続して担当したが、2017年5月から副島萌生に交代

### 東京アナウンス室時代（2016年度 - ）
- NHKニュース7（祝日を除く月曜 - 金曜：2016年4月4日 - 2017年3月31日） - サブキャスター
- NHKニュース（『ニュース シブ5時』を放送しない日の17:00台）
- 首都圏ニュース845（2016年4月4日 - 2017年3月31日、祝日を除く月曜 - 金曜） - キャスター
  - 上記3つは松村正代と隔週で担当
- 関口知宏のヨーロッパ鉄道の旅（BSプレミアム） - ナレーション
  - スウェーデン編（2016年11月26日）
  - 日めくり版スウェーデン編（2017年1月30日 - 2月10日）
- 新春テレビ放談（2017年1月2日） - 司会
- 週刊ニュース深読み（2017年2月18日・25日） - 前半キャスター（小野文惠の休暇に伴う代理）
- へんてこ生物アカデミー（2017年3月18日）
- ごごナマ（2017年4月3日 - 2018年3月16日） - プレゼンター
- さわやか自然百景（2017年8月27日 - 2020年3月） - ナレーション
- ファミリーヒストリー（2017年9月27日 - 2022年3月21日） - 司会進行
- NHKスペシャル TOKYOアスリートプロローグ『ブレイクスルーが始まった』（2018年1月10日） - ナレーション
- 首都圏ネットワーク（2018年1月12日 - 16日） - 合原明子の代理キャスター
- オシばん（2018年1月12日 - 16日） - 合原明子の代理キャスター
- ニュース645（2018年度 日曜） - 赤木野々花と隔週担当
- 世界“超驚き！”テーマパークの旅（2018年5月2日）
- 使えるテレビ ザ・ディレクソン「新潟」（2018年5月3日）
- 今日は一日“秋元康ソング”三昧2018（2018年5月3日）
- BS1スペシャル「欲望の経済史〜ルールが変わる時〜特別編」（2018年5月4日）
- 奇跡のレッスン 特別編 IN 熊本▽困難をみんなで乗り越えよう〜バレーボール編（2018年5月26日）
- カリブ海 大型客船の旅 世界最大の船上に出現した動く街！（2018年6月6日）
- おやすみ日本 眠いいね!（2018年6月10日 - 2019年3月16日） - 司会
- 恋するシャチの物語（2018年6月25日）
- NHKスペシャル
  - FIFAワールドカップ 『日本代表 史上初ベスト8への挑戦』（2018年7月1日）
  - 『緊急検証 西日本豪雨“気象新時代”命を守るために』（2018年7月12日）
- NHKニュース7
  - （2018年7月28日[8]・29日・8月4日・5日・12月29日・30日・2019年1月5日・6日） - 井上裕貴の代理サブキャスター[9]
  - （2018年10月16日 - 19日・29日 - 11月1日）- 高井正智の代理キャスター[10]
  - （2019年4月6日 - 2022年4月3日、土曜・日曜・祝日） - サブキャスター
  - （2019年9月17日 - 20日・24日 - 27日・2020年3月23日・8月17日 - 21日・24日 - 28日・31日 - 9月4日・2021年2月4日・5日・7月15日・19日 ‐ 21日・26日 ‐ 30日） - 上原光紀の代理サブキャスター
  - （2021年8月7日 ‐ 9日・9月23日・26日） - 青井実の代理キャスター
  - （2021年8月16日 - 20日） - 瀧川剛史の代理キャスター
- ニュース・気象情報（午後8時45分：土曜・日曜）（2018年7月28日・29日）
- 大迫力！長岡の大花火2018 スペシャルライブ（2018年8月2日） - 司会
- WHK 私たちが本気で殻を破るTV（2018年8月10日）
- 赤道直下の人々
  - サントメ・プリンシペ 楽園で“生きる”（2018年9月4日）
  - ガボン 家族を支える男たち（2018年9月6日）
- ザ・ディレクソン「in 熊本」（2018年10月6日）
- 世界ふれあい街歩き ちょっとお散歩（2018年11月17日・12月14日・2019年1月14日・16日 - 18日）
- 大河ドラマ いだてん〜東京オリムピック噺〜（2019年1月6日 - 12月15日） - 紀行・語り
- 世界初！南極4K生中継 総集編（2019年1月8日）
- コズミックフロント☆NEXT（BSプレミアム）（2019年1月15日 - 2020年5月28日） - ナレーション
- 激走！日本アルプス大縦断〜2018〜「関門を突破せよ！」（2019年1月25日）
- 第19回統一地方選挙開票速報（2019年4月7日） - サブキャスター
- 首都圏ニュース845（2019年9月17日 - 20日・24日 - 27日・2020年8月17日 - 21日・24日・26日・27日・31日 - 9月4日） - 上原光紀の代理キャスター
- 尾瀬 知られざる水の世界（BS8K）（2019年9月22日） - ナレーション
- ドラえもん50周年 みんなみんなかなえてくれる♪ ひみつ道具と科学（2019年12月28日） - ナレーション
- BS1スペシャル
  - 「水害から命を守る 感染爆発との複合災害を防げ！」（2020年8月2日） - 司会、ナレーション
  - 「江戸の知恵に学べ〜コロナ時代を生きる術（すべ）〜」（2020年8月30日） - ナレーション
- ニュース「立皇嗣の礼」（2020年11月8日） - サブキャスター
- ニュースシブ5時（2022年2月2日・3日） - 小西政親・大橋拓の代理リポーター
- 驚き！ニッポンの底力「鉄道王国物語5」（2021年2月13日） - MC[11]
- 金曜日のソロたちへ - ナレーション
- 5夜連続生放送 春よ、来い！（2022年3月28日・29日） - 司会
- ニュース・気象情報（土曜 20:45）
  - 関東甲信越ローカル枠（20:55 - 21:00のニュース・気象情報も兼務）
  - 緊急報道・特設ニュース対応（主に土曜・日曜・祝日午後）
- 音の風景（ラジオ第2・FM） - ナレーター
- 正午のニュース（2023年4月7日 - 2024年3月30日、金曜・土曜） - キャスター
  - 11:00（金曜）、13:00・15:00（土曜）、18:00の定時ニュース、緊急報道対応（11:00 - 19:00）
  - 関東甲信ローカルニュース（土曜 12:10 - 12:15も兼務）
  - 利根川真也の代理キャスター（2024年10月27日）
- ニュース きん5時（ニュースナレーター：2023年4月14日 - 2024年3月8日）
  - 大相撲中継で中止になった際のニュースも担当
- 国会中継（随時）
  - 第211回国会 - 第213回国会（2023年4月 - 2024年3月）
- チョイス@病気になったとき（2023年4月 - 2024年3月） - リポーター
- 君声ラジオ（2024年5月4日） - 進行[12]

## 同期のNHKアナウンサー
- 伊藤海彦
- 牛田茉友（退職）
- 角谷直也
- 勝呂恭佑
- 合原明子
- 酒匂飛翔
- 佐々木彩
- 佐藤誠太
- 鈴木遥
- 八田知大
- 廣瀬雄大
- 深川仁志
- 深澤健太